# Erik Rylander
Erik Olof Alfred Rylander, född 3 september 1905 i Falun i Dalarna och död 9 september 1976 i Falun, var en svensk vinteridrottare som tävlade i backhoppning och nordisk kombination. Han representerade Falu IK.

## Karriär
Erik Rylander deltog i Skid-VM 1930 i Oslo i Norge. Han tävlade i backhoppning och blev nummer 5 i Holmenkollen. Han blev bästa icke-norrman och var endast 0,7 poäng från en bronsmedalj.
Rylander startade i olympiska vinterspelen 1932 i Lake Placid i USA. Han deltog i backhoppningstävlingen och blev näst bäste svensk på en tionde plats, 22,1 poäng efter segrande Birger Ruud från Norge och 13,5 poäng från en bronsmedalj. Han hoppade 58,0 meter i första omgången och låg då på en åttonde plats. Rylander hoppade en halv meter längre i andra omgången, men förlorade två placeringar och slutade på tionde plats totalt. Bästa svensk blev Sven Eriksson (senare Sven Selånger) som slutade på en fjärde plats, endast 0,6 poäng från bronsmedaljen.
Rylander startade inte i tävlingen i nordisk kombination.